# Gorge profonde (pratique sexuelle)
Pour les articles homonymes, voir Gorge profonde.

Femme effectuant une gorge profonde.

Une gorge profonde est une pratique sexuelle consistant en une fellation où le pénis de la personne recevant l'acte est introduit le plus loin possible dans la bouche puis dans la gorge de la personne pratiquant la fellation.

## Origine
L'expression fait référence à l'un des films majeurs du cinéma pornographique des années 1970, Gorge profonde[réf. nécessaire], dans lequel l'héroïne, Linda Lovelace, dont le clitoris est situé dans sa gorge, fait découvrir cette pratique à ses partenaires. L'actrice expliquera dans son autobiographie, huit ans plus tard, que cette pratique lui a été imposée, sous la menace d'une arme à feu. Elle écrit : « Quand vous voyez le film Gorge profonde, vous me voyez en plein viol,. »

## Technique
Cette technique nécessite un entrainement particulier afin d'éviter tout vomissement ou étouffement. Elle peut mener à l'éjaculation dans la gorge, voire l'œsophage de la personne pratiquant l'acte. 
Le pénis doit être bien aligné pour entrer dans la gorge de la personne pratiquant. La légère pression du pénis sur le pharynx provoque un réflexe de vomissement qui peut être contrôlé.
Des lubrifiants spécifiques peuvent opportunément être utilisés, mais la salive fonctionne aussi pour favoriser la pénétration du pénis plus en profondeur.
Les pénis incurvés ont une plus grande facilité physiologique à pénétrer la gorge de par leur courbure plus adaptée à l'anatomie, mais ils imposent une position adoptée par la personne pratiquant l'acte. 
Cependant, les voies respiratoires sont obstruées pendant l'acte et de ce fait le pénis doit être régulièrement sorti de la gorge pour permettre la respiration.